# Terzarolo
Der Terzarolo war ein italienisches Volumenmaß für Wein (Genueser Weinmaß).
- 1 Terzarolo = 60 Amole = 2/3 Barili/Faß = 53 Liter
  - 1 Barile = 90 Amole = 79 1/2 Liter
- 3 Terzaroli = 2 Barili = 100 Pinti = 1 Mezarola/ Mezzarola